# クラウンカップ
クラウンカップは、神奈川県川崎競馬組合が川崎競馬場で施行する地方競馬（南関東公営競馬）の重賞競走である。南関東の重賞格付けはSIII。正式名称は「中日スポーツ賞 クラウンカップ」。2009年から2024年までの正式名称は「東京中日スポーツ賞 クラウンカップ」だった。

## 概要
1992年から1997年まで準重賞として実施され、1998年に重賞競走（南関東G3）に昇格した3歳馬による競走である。
重賞昇格時は距離が2100mでハンデ戦だった。距離は2001年から2000m、2006年から現行の1600mである。負担重量は2003年から別定となった。
2004年からは東京ダービーのトライアル競走となり、優勝馬に東京ダービーの優先出走権が付与されるようになる。2006年から上位2着までに羽田盃への優先出走権が与えられる羽田盃のトライアルとなるも、翌年に東京ダービーのトライアルに戻された。
2009年度は当競走が4月15日、3月31日と2回施行となり（地方競馬は会計年度が4月から翌年3月までのため）、第13回以降の施行時期を3月下旬～4月上旬に変更され、それに併せてトライアル指定競走を東京ダービーから羽田盃に戻し、優勝馬に羽田盃への優先出走権が与えられるようになる。2013年度は開催日程の関係（クラウンカップが施行（4月17日）される川崎開催の翌週に大井開催及び羽田盃（4月24日）が施行される）により、再び東京ダービーのトライアル競走として行われた（2着までに優先出走権）。その後は2014年と2021年、2024年は東京ダービーのトライアル、2015年から2020年及び2022年から2023年が羽田盃のトライアルとなっている。
2015年度も2015年4月1日、2016年3月30日と2回施行された。
2018年からトライアルとしてつばき賞（2020年からは椿賞）が行われている。
2024年からは全日本的なダート競走の体系整備に伴い、この年からダートグレード競走（JpnI）として開催される東京ダービーのトライアル競走に再指定され、本競走の1着馬には東京ダービーへの優先出走権が付与される。
なお、第7回から第11回までは「内外タイムス盃 クラウンカップ」の名称で、内外タイムス社が優勝杯を提供していた。

### 条件・賞金等(2025年)
出走資格
サラブレッド系3歳、南関東所属馬。
- トライアルの椿賞の3着以上の馬に優先出走権がある。それ以下は番組ポイント順（同ポイントの場合、川崎所属優先）

負担重量
別定。基本重量はA級格付56kg、未格付馬54kg、牝馬2kg減（格付けは本年4月4日現在。クラス分けに関しては日本の競馬の競走体系を参照）で、本年4月4日までのGI/JpnI優勝馬は3kg、GII/JpnII優勝馬は2kg、GIII/JpnIII優勝馬は1kg、それぞれ負担増となる。
賞金額
1着1,500万円、2着525万円、3着300万円、4着150万円、5着75万円、着外手当10万円。
副賞
中日スポーツ賞、管理者賞
優先出走権付与
優勝馬（騸馬除く）に東京ダービーの優先出走権が付与される。
この節の出典：

## 歴史
- 1992年 - 1997年 サラブレッド系4歳（現表記3歳)馬による準重賞競走として施行。
- 1998年 - 川崎競馬場ダート2100mのサラブレッド系4歳（現表記3歳）のハンデキャップの南関東重賞（G3）競走に昇格。
- 2001年
  - 馬齢表示の国際基準への変更に伴い、出走条件が「サラブレッド系4歳の南関東所属」から「サラブレッド系3歳の南関東所属」に変更。
  - 施行距離をダート2000mに変更。
- 2003年 - 負担重量を「ハンデキャップ」から「別定」に変更。
- 2004年
  - 東京ダービートライアルに指定され、優勝馬に東京ダービーの優先出走権が付与されるようになる。
  - 内外タイムス社から優勝杯の寄贈を受け、名称を「内外タイムス盃 クラウンカップ」に変更。
- 2006年
  - 施行距離を現在のダート1600mに変更。
  - トライアル指定競走を東京ダービーから羽田盃に変更、上位2着までに羽田盃への優先出走権が付与されるようになる。
  - 船橋の岡林光浩が調教師として史上初の連覇。
- 2007年
  - 南関東重賞格付け表記を南関東SIIIに変更。
  - トライアル指定競走を羽田盃から東京ダービーに戻し、優勝馬に東京ダービーへの優先出走権が付与されるようになる。
- 2009年 - 優勝杯の提供を内外タイムス社から中日新聞東京本社に変更。それに伴い、名称を「内外タイムス盃 クラウンカップ」から「東京中日スポーツ賞 クラウンカップ」に変更。
- 2010年
  - 施行時期を3月下旬～4月上旬に変更。
  - トライアル指定競走を東京ダービーから羽田盃に戻し、優勝馬に羽田盃への優先出走権が付与されるようになる。
- 2011年 - 東日本大震災の復興支援競馬として施行するため、当初の4月13日から4月15日に施行日を変更。
- 2013年 - 開催時期の関係によりトライアル指定競走を東京ダービーに再変更。東京ダービーの優先出走権は上位2着まで。
- 2015年 - 羽田盃のトライアルに戻る。優先出走権付与対象は2着馬まで。
- 2021年 - 東京ダービーのトライアルに戻される。付与対象は優勝馬。
- 2022年 - 羽田盃のトライアルに変更。
- 2024年
  - 本年より東京ダービーのトライアルに変更され、以降固定される。付与対象は優勝馬。
  - 負担重量を「クラス別定」から「グレード別定」に変更。
- 2025年 - 競走名が「中日スポーツ賞 クラウンカップ」となる。

### 歴代優勝馬
すべて川崎競馬場ダートコースでの施行。
| 回数   | 施行年月日    | 距離  | 優勝馬             | 性齢 | 所属 | タイム | 優勝騎手   | 管理調教師 | 馬主                                       |
| ------ | ------------- | ----- | ------------------ | ---- | ---- | ------ | ---------- | ---------- | ------------------------------------------ |
| 第1回  | 1998年4月3日  | 2100m | ハードサインカラー | 牡3  | 川崎 | 2:17.6 | 佐々木竹見 | 松島久義   | 村田茂樹                                   |
| 第2回  | 1999年5月3日  | 2100m | キタノダイマジン   | 牡3  | 大井 | 2:19.4 | 桑島孝春   | 阪本一栄   | 渡邊典六                                   |
| 第3回  | 2000年4月26日 | 2100m | ピーエムカイザー   | 牡3  | 船橋 | 2:19.0 | 佐藤隆     | 波多野高次 | 松山毅                                     |
| 第4回  | 2001年4月26日 | 2000m | シングルトラック   | 牡3  | 大井 | 2:12.0 | 堀千亜樹   | 高橋三郎   | 田中春美                                   |
| 第5回  | 2002年5月1日  | 2000m | キングセイバー     | 牡3  | 川崎 | 2:10.6 | 酒井忍     | 八木仁     | 木曽敏彦                                   |
| 第6回  | 2003年4月16日 | 2000m | ウィンブロー       | 牡3  | 川崎 | 2:10.9 | 石崎隆之   | 山崎尋美   | 門間貞雄                                   |
| 第7回  | 2004年4月29日 | 2000m | ブルーローレンス   | 牡3  | 川崎 | 2:11.0 | 的場文男   | 足立勝久   | 黛大介                                     |
| 第8回  | 2005年5月3日  | 2000m | ブラウンコマンダー | 牡3  | 船橋 | 2:09.8 | 張田京     | 岡林光浩   | 小島史代                                   |
| 第9回  | 2006年4月19日 | 1600m | サンキューウィン   | 騸3  | 船橋 | 1:40.6 | 左海誠二   | 岡林光浩   | 井高義光                                   |
| 第10回 | 2007年4月11日 | 1600m | エスプリベン       | 牡3  | 川崎 | 1:41.0 | 今野忠成   | 久保秀男   | 依田泰雄                                   |
| 第11回 | 2008年4月16日 | 1600m | モエレラッキー     | 牡3  | 大井 | 1:40.2 | 張田京     | 久保與造   | 鶴田稔                                     |
| 第12回 | 2009年4月15日 | 1600m | サイレントスタメン | 牡3  | 川崎 | 1:41.1 | 金子正彦   | 足立勝久   | 宮澤静雄                                   |
| 第13回 | 2010年3月31日 | 1600m | ポシビリテ         | 牡3  | 川崎 | 1:41.9 | 松岡正海   | 河津裕昭   | 鈴木秀敏                                   |
| 第14回 | 2011年4月15日 | 1600m | ナターレ           | 牝3  | 川崎 | 1:43.8 | 的場文男   | 内田勝義   | 吉田正志                                   |
| 第15回 | 2012年4月11日 | 1600m | キタサンツバサ     | 牡3  | 船橋 | 1:41.7 | 繁田健一   | 佐藤賢二   | （有）大野商事                             |
| 第16回 | 2013年4月17日 | 1600m | アメイジア         | 牡3  | 船橋 | 1:42.8 | 吉原寛人   | 坂本昇     | （有）ライオンズ                           |
| 第17回 | 2014年4月16日 | 1600m | ワタリキングオー   | 牡3  | 川崎 | 1:42.8 | 的場文男   | 佐々木仁   | 阿部作次                                   |
| 第18回 | 2015年4月1日  | 1600m | ウインバローラス   | 牡3  | 川崎 | 1:43.9 | 柴田大知   | 河津裕昭   | （株）ウイン                               |
| 第19回 | 2016年3月30日 | 1600m | ガーニーフラップ   | 牡3  | 船橋 | 1:44.6 | 的場文男   | 稲益貴弘   | 上村洋司                                   |
| 第20回 | 2017年4月5日  | 1600m | ローズジュレップ   | 牡3  | 浦和 | 1:41.9 | 吉原寛人   | 小久保智   | （株）ノルマンディーサラブレッドレーシング |
| 第21回 | 2018年4月4日  | 1600m | スプリングマン     | 牡3  | 浦和 | 1:43.5 | 左海誠二   | 小久保智   | 山口裕介                                   |
| 第22回 | 2019年4月3日  | 1600m | ホールドユアハンド | 牡3  | 浦和 | 1:43.1 | 戸崎圭太   | 小久保智   | 山口裕介                                   |
| 第23回 | 2020年4月15日 | 1600m | ウタマロ           | 牡3  | 船橋 | 1:42.5 | 酒井忍     | 矢野義幸   | 菊地博                                     |
| 第24回 | 2021年4月21日 | 1600m | ジョエル           | 牡3  | 船橋 | 1:41.6 | 張田昂     | 張田京     | 島川隆哉                                   |
| 第25回 | 2022年4月6日  | 1600m | フレールフィーユ   | 牡3  | 浦和 | 1:42.6 | 和田譲治   | 野口寛仁   | 山崎祐嗣                                   |
| 第26回 | 2023年4月5日  | 1600m | ポリゴンウェイヴ   | 牡3  | 浦和 | 1:44.5 | 山口達弥   | 小久保智   | 山口裕介                                   |
| 第27回 | 2024年4月2日  | 1600m | シシュフォス       | 牡3  | 船橋 | 1:44.4 | 森泰斗     | 佐藤裕太   | （株）マフィン                             |
| 第28回 | 2025年4月8日  | 1600m | ミーヴァトン       | 牡3  | 川崎 | 1:45.7 | 町田直希   | 佐藤博紀   | 伊藤正樹                                   |

出典：南関東4競馬場公式「クラウンカップ競走優勝馬」https://www.nankankeiba.com/win_uma/05.do

## 準重賞時代の優勝馬
| 施行年月日    | 距離  | 優勝馬           | 性齢 | 所属 | タイム | 優勝騎手 | 管理調教師   | 馬主       |
| ------------- | ----- | ---------------- | ---- | ---- | ------ | -------- | ------------ | ---------- |
| 1992年8月13日 | 1600m | ヤマニンロード   | 牡3  | 川崎 | 1:43.4 | 石崎隆之 | 長谷川蓮太郎 | 安西善作   |
| 1993年4月28日 | 2000m | カシワズペガサス | 牡3  | 川崎 | 2:11.6 | 岩城方元 | 田村豫志雄   | 柏木善治郎 |
| 1994年4月18日 | 2000m | ドルフィンボーイ | 牡3  | 川崎 | 2:11.1 | 野崎武司 | 佐々木國廣   | 芹澤精一   |
| 1995年4月10日 | 2000m | レオポルド       | 牡3  | 川崎 | 2:12.0 | 金子正彦 | 岩本亀五郎   | 井上博     |
| 1996年4月24日 | 2000m | ジャンボパーク   | 牡3  | 川崎 | 2:11.7 | 桑島孝春 | 飯島二郎     | 本多昭     |
| 1997年4月23日 | 2000m | ナスノダーバン   | 牡3  | 川崎 | 2:12.1 | 一ノ瀬亨 | 岩本亀五郎   | 久保居茂   |

### 競走結果の出典
- JBISサーチ 2015年4月27日閲覧
  - 1992年，1993年，1994年，1995年，1996年，1997年